# إعمار المدينة الاقتصادية
إعمار المدينة الاقتصادية، شركة عقارية سعودية تأسست سنة 2006 لتطوير مدينة الملك عبد الله الاقتصادية. يبلغ رأس مال الشركة، التي تتخذ من محافظة جدة مقرا لها, 8.5 مليار ريال سعودي مقسما على إلى 850,000,000 سهما تبلغ القيمة الاسمية للسهم عشرة ريالات. اكتتب المؤسسون بعدد 595,000,000 سهم تمثل 70 % من رأسمال الشركة منها 31.76% لشركة إعمار العقارية الإماراتية. طرحت الشركة في يوليو 2006 30% من أسهمها للاكتتاب.تم إدراج أسهم الشركة في 7 أكتوبر عام 2006م.

## شركات تابعة لشركة إعمار
- شركة تطوير الموانئ
- شركة استثمارات المدن الاقتصادية القابضة المحدودة
- شركة تطوير المناطق الصناعية المحدودة